# Giordano Pironti
Giordano Pironti  (né vers 1210 à Terracina dans le Latium en Italie, et mort à Viterbe le 1er octobre 1269) est un cardinal italien du XIIIe siècle.

## Biographie
Giordano Pironti est notamment vice-chancelier de la Sainte Église romaine.
Le pape Urbain IV le crée cardinal lors du consistoire du 22 mai 1262. Il est gouverneur de la province de Campagna e Marittima.
Le cardinal Pironti participe à l'élection papale de 1264-1265, lors de laquelle Clément IV est élu et à l'élection de 1268-1271 (élection de Grégoire X), mais meurt pendant cette élection.